# Erich Schmidt (archeologo)
Erich Friedrich Schmidt (Baden-Baden, 13 settembre 1897 – Santa Barbara, 3 ottobre 1964) è stato un archeologo tedesco naturalizzato statunitense.
Si specializzò nell'archeologia dell'antico vicino oriente e divenne professore emerito all'Istituto orientale dell'Università di Chicago.

## Biografia
Da giovane, combatté nella prima guerra mondiale e venne fatto prigioniero dai russi. Nel 1923 si trasferì negli Stati Uniti d'America e studiò antropologia alla Columbia University. Fu condirettore della spedizione ittita dell'Istituto orientale dell'Università di Chicago, assieme a H.H. Von der Osten, e poi eseguì scavi in siti come Tepe Hissar vicino Damghan alla ricerca delle città antiche di Hecatompylos e  Rey. La sua campagna di scavi più celebre ebbe luogo a Persepoli (Iran), dal 1934 fino al 1939.
Erich Schmidt fu un pioniere della fotografia aerea dei siti archeologici. Morì a Santa Barbara nel 1964.

## Opere
- Time-Relations of Prehistoric Pottery Types in Southern Arizona, Anthropological Papers of the American Museum of Natural History 30, no. 5 (1928)
- Anatolia Through the Ages: Discoveries at the Alishar Mound, 1927-1929 (Chicago, IL: University of Chicago Press, 1931).
- Excavations at Tepe Hissar, Damghan (Philadelphia, PA: University of Pennsylvania Press, 1937).
- Flights Over Ancient Cities of Iran (Chicago, IL: University of Chicago Press, 1940).
- Persepolis I: Structures, Reliefs, Inscriptions (Chicago: University of Chicago Press, 1953).
- Persepolis II: Contents of the Treasury and Other Discoveries (Chicago: University of Chicago Press, 1957).
- Persepolis III: The Royal Tombs and Other Monuments (Chicago: University of Chicago Press, 1970).
- The Treasury of Persepolis and Other Discoveries in the Homeland of the Achaemenians, OIC 21 (Chicago: University of Chicago Press, 1939);